# Rallye de Suède 1973
Le Rallye de Suède 1973 (24e Sweden Kak Rallyt), disputé du 15 au 18 février 1973, est la seconde manche du championnat du monde des rallyes 1973 (WRC), inauguré cette même année.

## Contexte avant la course

### Le championnat du monde
Le Championnat Mondial des Rallyes pour Marques a pris la suite du 'Championnat d'Europe des Rallyes pour Marques', disputé de 1968 à 1972. Treize épreuves internationales sont inscrites au calendrier 1973, réservées aux catégories suivantes :
- Groupe 1 : voitures de tourisme de série
- Groupe 2 : voitures de tourisme spéciales
- Groupe 3 : voitures de grand tourisme de série
- Groupe 4 : voitures de grand tourisme spéciales

Alpine-Renault occupe la tête du championnat du monde après sa domination dans la première manche, le Rallye Monte-Carlo, au cours de laquelle les berlinettes emmenées par Jean-Claude Andruet ont réalisé le triplé. La marque française a pris un net avantage pour la conquête du titre mondial dans la mesure où sa principale rivale Fiat n'y a obtenu qu'une modeste septième place. Les équipes officielles Ford, Lancia, Saab et Datsun ne visent pas le titre et participeront à un nombre limité d'épreuves.

### L'épreuve

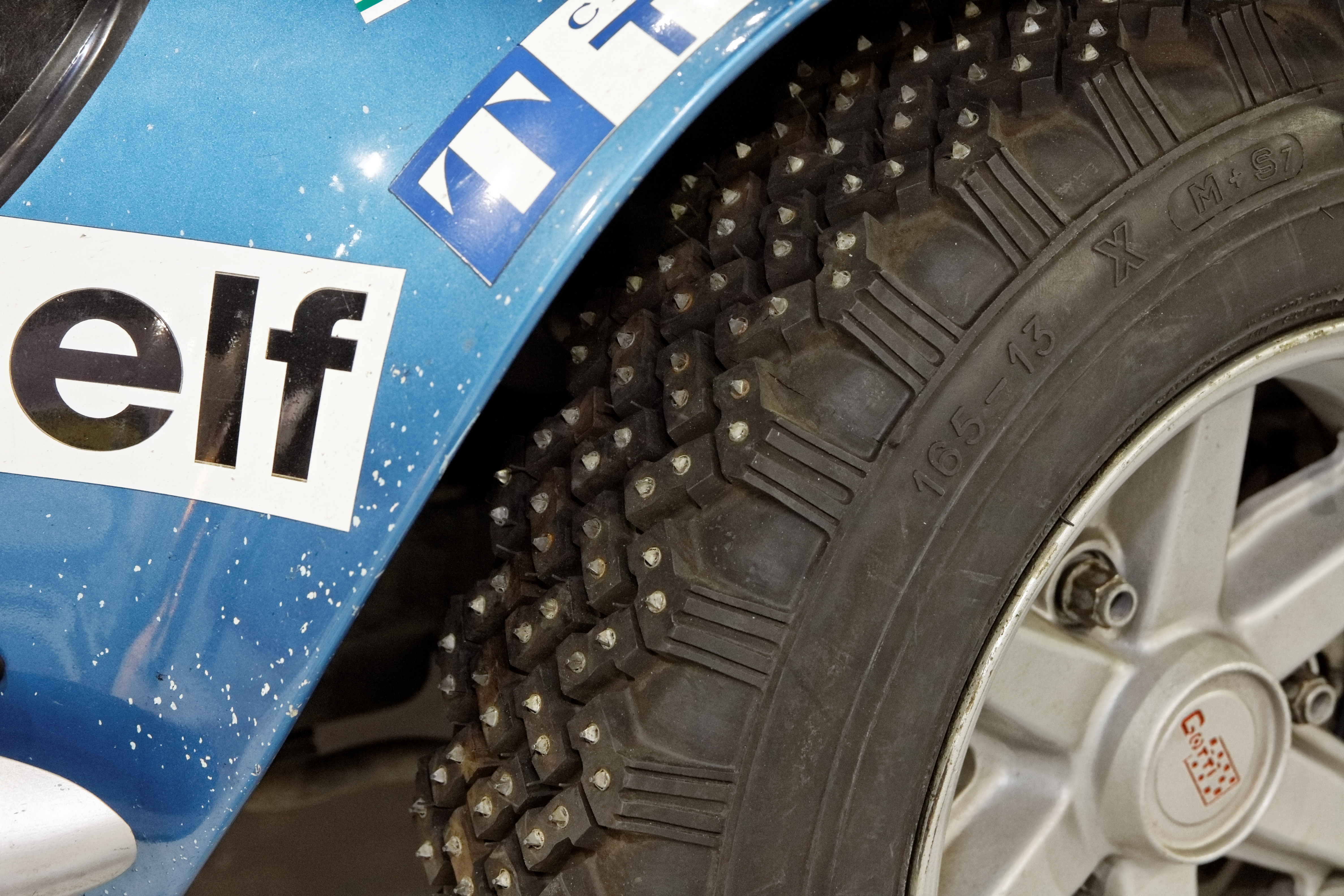
Pour la première fois depuis 1950, l'utilisation des pneus à clous est interdite.

Créé en 1950, le rallye de Suède est une épreuve hivernale disputée principalement sur routes enneigées et comportant également des passages sur rivières ou lacs gelés. La technique de pilotage dans ces conditions est l'apanage des nordiques et les vingt-trois précédentes éditions ont été remportées par des équipages suédois. En 1972, les organisateurs avaient freiné la prolifération des différents types de pneus, limitant le nombre et la longueur des clous. Pour 1973, le règlement est encore plus strict, l'utilisation des pneus à clous étant interdite, une décision soulevant beaucoup de polémiques (notamment au niveau de la sécurité) et qui va entraîner le forfait de nombreux concurrents, dont les équipes officielles BMW et Opel qui estiment que leurs voitures (à transmission classique) sont désavantagées dans ces conditions.

## Le parcours
- départ : 15 février 1973 de Karlstad
- arrivée : 18 février 1973 à Karlstad
- distance : environ 1 800 km dont 750 km sur 32 épreuves spéciales (37 épreuves initialement prévues)
- surface : neige et glace
- Parcours divisé en deux étapes[3]

### Première étape
- Karlstad - Karlstad, 900 km, du 15 au 16 février
- 15 épreuves spéciales, 371 km (16 épreuves initialement prévues, ES11 annulée)

### Deuxième étape
- Karlstad - Karlstad, 900 km, du 16 au 18 février
- 17 épreuves spéciales, 379 km (21 épreuves initialement prévues, ES17, ES18, ES19 et ES31 annulées)

## Les forces en présence
73 équipages sont au départ, soit près d'une vingtaine de moins que l'année précédente. La minceur du plateau est en grande partie due à la décision d'interdire l'utilisation des pneus à clous, cause de l'absence des équipes officielles BMW et Opel. Les spécialistes tels Anders Kulläng, Ove Eriksson  et Lillebror Nasenius (Opel) ont donc dû renoncer à leur épreuve fétiche.
- Alpine-Renault

Leader du championnat, l'équipe Alpine avait initialement fait l'impasse sur l'épreuve suédoise. Pilotes officiels de la marque, Bernard Darniche et Jean-Pierre Nicolas sont d'ailleurs engagés exceptionnellement sur des Renault 12 Gordini. En dernière minute, il a été décidé de confier une berlinette groupe 4 à l'équipage Jean-Luc Thérier - Marcel Callewaert. Le pilote normand n'a d'ailleurs appris son engagement que quelques jours plus tôt, lors de son mariage !
Sur ce rallye où la puissance n'est pas primordiale, l'usine a préféré engager un modèle 1600 cm3, d'une puissance de l'ordre de 155 chevaux. L'Alpine est équipée de pneus Michelin.
- Fiat

Håkan Lindberg a engagé à titre privé une 124 rallye groupe 4 (1750 cm3, 168 ch, 960 kg, pneus Pirelli). Il bénéficie toutefois du soutien de l'usine Fiat, qui a dépêché en Suède plusieurs mécaniciens pour l'assistance.
- Lancia

La Scuderia Lancia a engagé deux Fulvia HF (1600 cm3, 160 ch, 870 kg) pour les pilotes suédois Harry Källström et Ove Andersson, ex-pilote Alpine. Malgré leur conception relativement ancienne, ces voitures (à traction avant) sont toujours très compétitives sur les routes enneigées. Elles sont équipées de pneus Pirelli.
- Saab

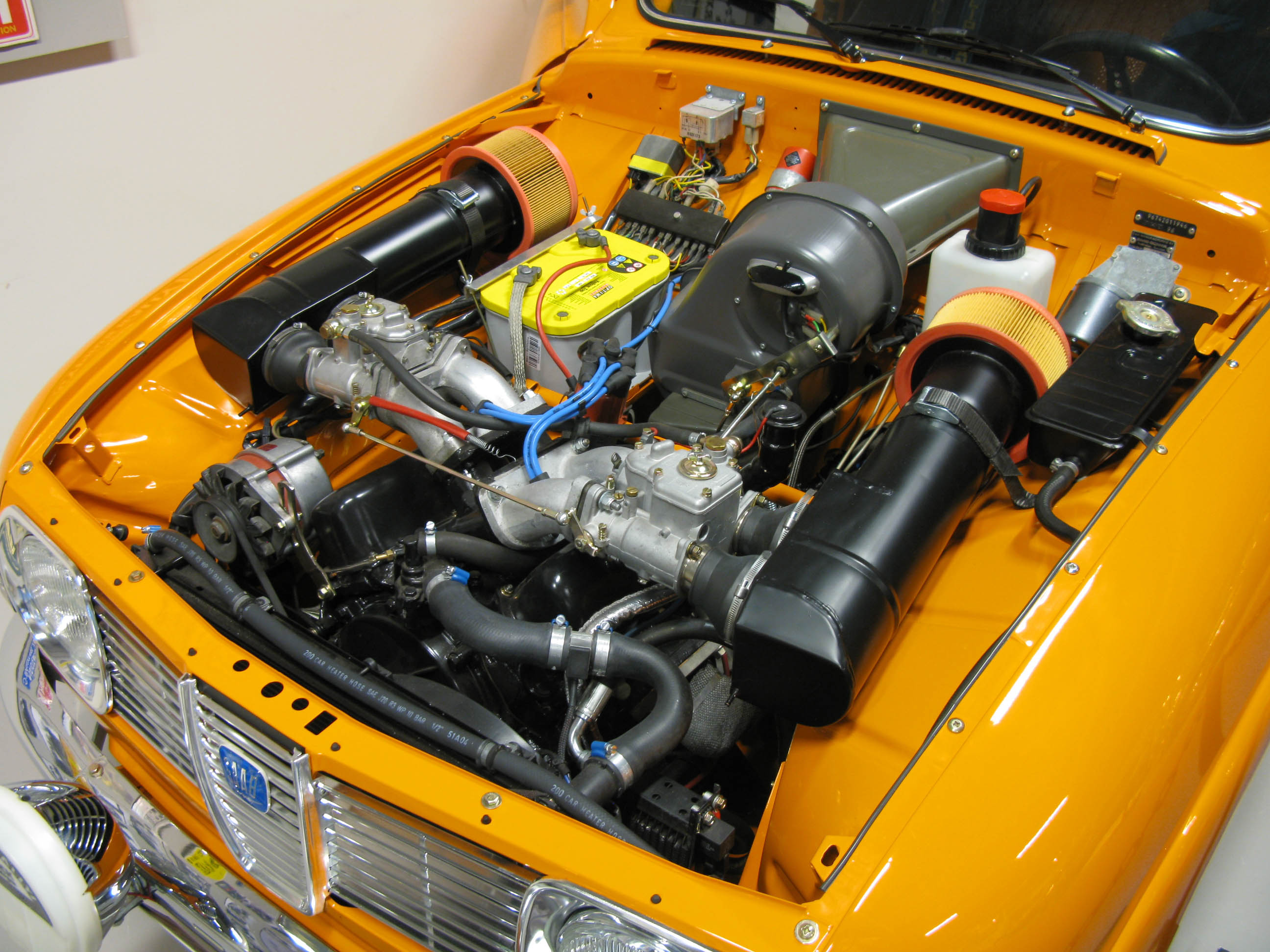
Les Saab 96 groupe 2 disposent d'un moteur Ford V4 de 145 chevaux

Vainqueur des deux éditions précédentes avec Stig Blomqvist, l'équipe officielle Saab a engagé deux 96 V4 groupe 2 (moteur Ford 1850 cm3, 145 ch, 975 kg, pneus Dunlop). Favoris de la course, Blomqvist et son copilote habituel Arne Hertz sont épaulés par l'équipage Per Eklund - Sölve Andreasson.
- Volkswagen

Volkswagen-Suède a engagé deux 1303 S groupe 2 (1600 cm3, 100 ch) pour Björn Waldegård - Hans Thorszelius et Lars Nyström - Gunnar Nyström. Elles sont équipées de pneus Dunlop.
- Renault

La Régie Renault a engagé deux Renault 12 Gordini groupe 2 (1600 cm3, 160 ch, 800 kg), confiées pour la circonstance à Bernard Darniche et Jean-Pierre Nicolas, pilotes habituels d'Alpine-Renault. Ne disposant pas d'un différentiel autobloquant, ces tractions sont toutefois moins à l'aise dans la neige que les Lancia Fulvia ou les Saab.

## Déroulement de la course

### Première étape: du 15 au 16 février
73 équipages prennent le départ de Karlstad, le jeudi 15 février. La neige est tombée en abondance, recouvrant entièrement les routes verglacées. La première voiture (la Saab de Stig Blomqvist, porteuse du numéro 1) s'élance à 16 heures, à la tombée de la nuit. Le premier secteur chronométré est long de 25 km et d'emblée Blomqvist passe à l'attaque, assommant la concurrence. Second de l'épreuve, Ove Andersson (Lancia) est déjà relégué à 35 secondes. Sur la seconde Saab, Per Eklund est parti plus prudemment, concédant 70 secondes à son coéquipier; il est devancé par la Volkswagen de Björn Waldegård, étonnant troisième, et la Lancia d'Harry Källström. Jean-Luc Thérier (Alpine), qui n'a effectué aucune reconnaissance et court avec les notes de Jean-Pierre Nicolas, n'a pris aucun risque dans ce premier tronçon et concède près de trois minutes.
Andersson tente de résister à Blomqvist : dans la deuxième épreuve spéciale, il adopte un rythme très soutenu, alors que la neige a redoublé. À la réception d'un saut, la Lancia s'embarque dans un long dérapage et part au fossé. Malheureusement pour Andersson, il n' y a pas de spectateurs à cet endroit. Avec l'aide de son copilote Piero Sodano, il parvient à remettre la voiture sur la route, mais l'opération a été beaucoup trop longue pour éviter la mise hors-course. Bernard Darniche et Alain Mahé vont connaître le même sort dans ce même secteur, leur Renault 12 n'ayant pu être dégagée d'un mur de neige dans les délais. Waldegård occupe maintenant la deuxième place à près d'une minute et demie de Blomqvist qui s'est une nouvelle fois montré le plus rapide. Après une première période d’adaptation au pilotage dans la neige sans pneus à clous, Thérier a nettement haussé le rythme : il réalise le cinquième temps de ce deuxième secteur, devançant bon nombre de spécialistes suédois de l'épreuve.
Dans les secteurs suivants, Blomqvist continue à exercer une totale domination sur ses adversaires directs. Malchanceux, Waldegård a perdu seize minutes dans la troisième épreuve spéciale, carburateur givré, et plonge à la vingtième place du classement général. C'est désormais Eklund qui est second derrière son coéquipier, sur qui il perd régulièrement du terrain. L'avance de Blomqvist va culminer jusqu'à près de cinq minutes, avant que la Saab n°1 ne commence à connaître des problèmes de pompe à essence. Cette panne intermittente va profiter à Eklund, lui permettant de réduire son retard à moins d'une minute et demie après l'ES12. Dans la treizième spéciale, la pompe semble à nouveau fonctionner correctement et Blomqvist creuse à nouveau l'écart mais peu après il tombe en panne sur le parcours routier : le temps perdu lui coûte dix minutes de pénalisation et le fait plonger à la quatrième place du classement général, à plus de sept minutes d'Eklund qui a pris la tête de la course. Au prix de belles acrobaties avec sa berlinette, Thérier a pris le meilleur sur Källström et occupe la seconde place du classement général, au grand étonnement du public (et des pilotes !) suédois.
Il reste alors trois épreuves à parcourir avant le retour à Karlstad. La voiture de Blomqvist ne connaît plus de souci et le champion suédois se montre à chaque fois le plus rapide, remontant d'abord Källström (ES15) puis Thérier (ES16). Il termine la première étape en seconde position, ayant repris à Eklund plus de trois minutes en 64 kilomètres !
| Pos. | Pilote               | Copilote          | Voiture                | Temps           | Écart         | Groupe |
| ---- | -------------------- | ----------------- | ---------------------- | --------------- | ------------- | ------ |
| 1    | Per Eklund           | Rolf Carlsson     | Saab 96 V4             | 4 h 32 min 45 s |               | 2      |
| 2    | Stig Blomqvist       | Arne Hertz        | Saab 96 V4             | 4 h 36 min 56 s | + 4 min 11 s  | 2      |
| 3    | Jean-Luc Thérier     | Marcel Callewaert | Alpine A110 1600 S     | 4 h 37 min 19 s | + 4 min 34 s  | 4      |
| 4    | Harry Källström      | Claes Billstam    | Lancia Fulvia coupé HF | 4 h 38 min 46 s | + 6 min 01 s  | 4      |
| 5    | Håkan Lindberg       | Sölve Andreasson  | Fiat 124 Rallye 1800   | 4 h 45 min 49 s | + 13 min 04 s | 4      |
| 6    | Lars Nyström         | Gunnar Nyström    | Volkswagen 1303 S      | 4 h 49 min 59 s | + 17 min 14 s | 2      |
| 7    | Per-Inge Walfridsson | Kjell Nilsson     | Volvo 142 S            | 4 h 53 min 12 s | + 20 min 27 s | 2      |
| 8    | Bror Danielsson      | Bo Sundberg       | BMW 2002 Tii           | 4 h 53 min 50 s | + 21 min 05 s | 2      |
| 9    | Björn Waldegård      | Hans Thorszelius  | Volkswagen 1303 S      | 4 h 55 min 07 s | + 22 min 22 s | 2      |
| 10   | John Haugland        | Arild Antonsen    | Škoda 110 L            | 5 h 04 min 15 s | + 31 min 30 s | 2      |

### Deuxième étape: du 16 au 18 février
Après quelques heures de repos, les 54 équipages rescapés repartent de Karlstad. La victoire de Saab ne semble faire aucun doute, l'intérêt de l'épreuve repose sur le duel fratricide entre Per Eklund et Stig Blomqvist, ce dernier étant déterminé à effacer ses quatre minutes de retard. Les épreuves 17 à 19 ayant été annulées, c'est sur l'hippodrome de Farjestad Travbana qu'a lieu la première confrontation de cette deuxième étape. Une nouvelle fois, Jean-Luc Thérier se met en évidence, se permettant de devancer Blomqvist de deux secondes sur les quatre kilomètres (quatre tours d'hippodrome) de l'épreuve, recevant une belle ovation de la part du public pour son meilleur temps.
Les épreuves routières suivantes sont l'occasion pour Blomqvist de réaliser un véritable festival et l'avance d'Eklund fond littéralement : en six spéciales, Blomqvist a repris plus de quatre minutes a son coéquipier et retrouvé la tête de la course. Il va continuer sur le même rythme jusqu'à se construire un avantage décisif avant de lever légèrement le pied, s'adjugeant une troisième victoire consécutive en Suède, avec plus de deux minutes d'avance sur son coéquipier Eklund. La lutte pour la troisième place entre Thérier et Harry Källström s'est terminée à l'avantage du Français; c'est à ce jour la meilleure performance d'un pilote non nordique dans cette épreuve spécifique, qui permet à Alpine de consolider sa position en tête du championnat du monde.

### Classements intermédiaires
Classements intermédiaires des pilotes après chaque épreuve spéciale.

### Classement général
| Pos | no | Pilote               | Copilote          | Voiture                | Temps            | Écart             | Groupe |
| --- | -- | -------------------- | ----------------- | ---------------------- | ---------------- | ----------------- | ------ |
| 1   | 1  | Stig Blomqvist       | Arne Hertz        | Saab 96 V4             | 9 h 18 min 31 s  |                   | 2      |
| 2   | 7  | Per Eklund           | Rolf Carlsson     | Saab 96 V4             | 9 h 20 min 53 s  | + 2 min 22 s      | 2      |
| 3   | 11 | Jean-Luc Thérier     | Marcel Callewaert | Alpine A110 1600 S     | 9 h 34 min 12 s  | + 15 min 41 s     | 4      |
| 4   | 3  | Harry Källström      | Claes Billstam    | Lancia Fulvia coupé HF | 9 h 37 min 14 s  | + 18 min 43 s     | 4      |
| 5   | 2  | Håkan Lindberg       | Sölve Andreasson  | Fiat 124 Rallye 1800   | 9 h 40 min 41 s  | + 22 min 10 s     | 4      |
| 6   | 4  | Björn Waldegård      | Hans Thorszelius  | Volkswagen 1303 S      | 9 h 57 min 28 s  | + 38 min 57 s     | 2      |
| 7   | 10 | Bror Danielsson      | Bo Sundberg       | BMW 2002 Tii           | 10 h 00 min 58 s | + 42 min 27 s     | 2      |
| 8   | 18 | John Haugland        | Arild Antonsen    | Škoda 110 L            | 10 h 35 min 41 s | + 1 h 17 min 10 s | 2      |
| 9   | 9  | Per-Inge Walfridsson | Kjell Nilsson     | Volvo 142 S            | 10 h 36 min 42 s | + 1 h 18 min 11 s | 2      |
| 10  | 14 | Fredrik Donner       | Aarno Hurttia     | Opel Ascona            | 10 h 37 min 22 s | + 1 h 18 min 51 s | 2      |

### Hommes de tête
- ES1 à ES13 :  Stig Blomqvist -  Arne Hertz (Saab 96 V4)
- ES14 à ES25 :  Per Eklund -  Rolf Carlsson (Saab 96 V4)
- ES26 à ES37 :  Stig Blomqvist -  Arne Hertz (Saab 96 V4)

### Vainqueurs d'épreuves spéciales
- Stig Blomqvist -  Arne Hertz (Saab 96 V4) : 25 spéciales (ES 1 à 7, 10, 13 à 16, 21 à 26, 28 à 30, 32, 34, 36 et 37)
- Per Eklund -  Rolf Carlsson (Saab 96 V4) : 4 spéciales (ES 8, 12, 33 et 35)
- Håkan Lindberg -  Sölve Andreasson (Fiat 124 Rallye 1800) : 2 spéciales (ES 8 et 9)
- Jean-Luc Thérier -  Marcel Callewaert (Alpine A110 1600 S) : 2 spéciales (ES 20 et 27)

## Résultats des principaux engagés
| no | Pilote               | Copilote          | Voiture                | Groupe | Class. général                                   | Class. Groupe |
| -- | -------------------- | ----------------- | ---------------------- | ------ | ------------------------------------------------ | ------------- |
| 1  | Stig Blomqvist       | Arne Hertz        | Saab 96 V4             | 2      | 1er                                              | 1er           |
| 2  | Håkan Lindberg       | Sölve Andreasson  | Fiat 124 Rallye 1800   | 4      | 5e à 22 min 10 s                                 | 3e            |
| 3  | Harry Källström      | Claes Billstam    | Lancia Fulvia coupé HF | 4      | 4e à 18 min 43 s                                 | 2e            |
| 4  | Björn Waldegård      | Hans Thorszelius  | Volkswagen 1303 S      | 2      | 6e à 38 min 57 s                                 | 3e            |
| 6  | Ove Andersson        | Piero Sodano      | Lancia Fulvia coupé HF | 4      | ab. dans ES2 (hors-course après sortie de route) | -             |
| 7  | Per Eklund           | Rolf Carlsson     | Saab 96 V4             | 2      | 2e à 2 min 22 s                                  | 2e            |
| 8  | Jean-Pierre Nicolas  | Michel Vial       | Renault 12 Gordini     | 2      | 14e à 1 h 25 min 59 s                            | 11e           |
| 9  | Per-Inge Walfridsson | Kjell Nilsson     | Volvo 142 S            | 2      | 9e à 1 h 18 min 11 s                             | 6e            |
| 10 | Bror Danielsson      | Bo Sundberg       | BMW 2002 Tii           | 2      | 7e à 42 min 27 s                                 | 4e            |
| 11 | Jean-Luc Thérier     | Marcel Callewaert | Alpine A110 1600 S     | 4      | 3e à 15 min 41 s                                 | 1er           |
| 12 | Lars Nyström         | Gunnar Nyström    | Volkswagen 1303 S      | 2      | ab. dans 2e étape (moteur)                       | -             |
| 13 | Per Tjerneld         | Ove Westberg      | Opel Ascona            | 2      | 13e à 1 h 23 min 00 s                            | 10e           |
| 14 | Fredrik Donner       | Aarno Hurttia     | Opel Ascona            | 2      | 10e à 1 h 18 min 51 s                            | 7e            |
| 18 | John Haugland        | Arild Antonsen    | Škoda 110 L            | 2      | 8e à 1 h 17 min 10 s                             | 5e            |
| 19 | Roger Johansson      | Jan-Olof Bohlin   | Saab 96 V4             | 2      | ab. (transmission)                               | -             |
| 21 | Bernard Darniche     | Alain Mahé        | Renault 12 Gordini     | 2      | ab. dans ES2 (hors-course après sortie de route) | -             |
| 28 | Kjell Ivarsson       | Lennart Törnqvist | Saab 96 V4             | 2      | 12e à 1 h 20 min 52 s                            | 9e            |
| 33 | Stig Abrahamsson     | Claes-Göran Molin | Saab 96 V4             | 2      | 11e à 1 h 19 min 36 s                            | 8e            |

## Classement du championnat à l'issue de la course
- attribution des points : 20, 15, 12, 10, 8, 6, 4, 3, 2, 1 respectivement aux dix premières marques de chaque épreuve (sans cumul, seule la voiture la mieux classée de chaque constructeur marque des points)
- seuls les huit meilleurs résultats (sur treize épreuves) sont retenus pour le décompte final des points[7].

| Pos. | Marque         | Points | M-C | SUE | POR | SAF | MAR | ACR | POL | FIN | AUT | SAN | PRE | RAC | COR |
| ---- | -------------- | ------ | --- | --- | --- | --- | --- | --- | --- | --- | --- | --- | --- | --- | --- |
| 1    | Alpine-Renault | 32     | 20  | 12  |     |     |     |     |     |     |     |     |     |     |     |
| 2    | Saab           | 20     | -   | 20  |     |     |     |     |     |     |     |     |     |     |     |
| 3    | Lancia         | 13     | 3   | 10  |     |     |     |     |     |     |     |     |     |     |     |
| 4    | Fiat           | 12     | 4   | 8   |     |     |     |     |     |     |     |     |     |     |     |
| 5    | Ford           | 10     | 10  | -   |     |     |     |     |     |     |     |     |     |     |     |
| 6    | Volkswagen     | 6      | -   | 6   |     |     |     |     |     |     |     |     |     |     |     |
| 7    | BMW            | 4      | -   | 4   |     |     |     |     |     |     |     |     |     |     |     |
| 8    | Škoda          | 3      | -   | 3   |     |     |     |     |     |     |     |     |     |     |     |
| 9    | Datsun         | 2      | 2   | -   |     |     |     |     |     |     |     |     |     |     |     |
| 9=   | Volvo          | 2      | -   | 2   |     |     |     |     |     |     |     |     |     |     |     |
| 11   | Opel           | 1      | -   | 1   |     |     |     |     |     |     |     |     |     |     |     |

## À noter
- Troisième victoire consécutive dans cette épreuve pour le pilote suédois Stig Blomqvist, qui égale le record de son compatriote Björn Waldegård vainqueur en 1968, 1969 et 1970.
- Le Français Jean-Luc Thérier, troisième au classement général, pilotait l'Alpine A110 1600 S que le Suédois Ove Andersson avait menée à la victoire au Rallye Monte-Carlo deux ans auparavant[2].